# Дубки (Багратіоновський район)
Дубки (рос. Дубки) — селище Багратіоновського району, Калінінградської області Росії. Входить до складу Гвардійського сільського поселення.
Населення — 42 особи (2015 рік).

## Географія
Селище розташоване за 9 км від районного центру — міста Багратіоновська, 40 км від обласного центру — міста Калінінграда та 1079 км від Москви.

## Історія
Мало назву Нойкен до 1946 року.

## Населення
За даними перепису 2010 року, у селі мешкало 42 осіб, з них 23 (54,8 %) чоловіків та 19 (45,2 %) жінок. Згідно з переписом 2002 року, у селі мешкало 29 осіб, з них 14 чоловіків та 15 жінок.